# Ricanoptera decorata
Ricanoptera decorata är en insektsart som beskrevs av Melichar 1898. Ricanoptera decorata ingår i släktet Ricanoptera och familjen Ricaniidae. Inga underarter finns listade i Catalogue of Life.